# Carl Otto Mörner
Carl Otto Mörner af Morlanda, född 22 maj 1781 i Uppsala, död 17 augusti 1868 i Vaxholm, var en svensk friherre och militär, känd som kungamakare och den som först erbjöd Sveriges tron åt fältmarskalken Jean Baptiste Bernadotte i Paris.

## Uppväxt och ursprung
Carl Otto Mörner af Morlanda tillhörde en adelsätt som upphöjts till friherre med hans farfars farfar. Fadern Carl Claes Mörner var landshövding och modern hette Margareta Elisabet von Post. Mörner var familjens yngsta barn och föddes 1781. Som seden var inskrevs han i barnaåren, 1786, fem år gammal, i armén, blev samma år förare i Helsinge regemente och fänrik där vid sju. 1796 blev han fänrik i Upplands regemente, där han 1809 blev löjtnant.

## Tronföljarvalet
Mörner har i två, av forskningen välkända och flitigt citerade relationer, skildrat hur han i juni 1810 for till Paris och erbjöd marskalk Jean Baptiste Bernadotte att bli svensk tronföljare. Den ena relationen, Kort berättelse om ursprunget till thronföljare-valet i Örebro år 1810, trycktes i Stockholm 1829. Den andra, Några ord om första tanken och ursprunget till Bernadottes kallande till Sveriges kronprins, utgav Mörner vid hög ålder 1853. I bägge fallen ingrep censuren och bara enstaka exemplar av dessa två originalupplagor överlevde, men båda har senare nyutgivits. När Magnus Mörner 1987 förberedde en biografi över Mörner för Svenskt biografiskt lexikon, fann han ytterligare en relation av Mörners hand i Nordiska museets arkiv: Några anmärkningar samt Berättelse om min resa 1810 Junii & Julij. Denna relation är på sista sidan daterad till den 24 augusti 1810 och alltså i motsats till de tidigare tryckta versionerna författad omedelbart efter resan till Paris och tronföljarvalet i Örebro.

### Bakgrund
Gustav IV Adolf avsattes år 1809 och ständerna valde hans farbror Karl XIII till kung.  Men Karl XIII hade ingen arvinge och var vid det här laget 61 år gammal. Sveriges riksdag valde den danske prinsen Kristian August till kronprins. Han anlände i början av 1810, antog namnet Karl August och adopterades av Karl XIII. Men i maj drabbades han av ett slaganfall och avled. Fredrik Kristian II av Holstein-Augustenburg, som var svåger till den danske kungen Fredrik VI, var nu den främste kandidaten till att bli tronföljare, eller möjligen rentav danske kungen själv.

### Mörners insats
Tronföljarvalet på Riksdagen år 1810 fick dock en överraskande vändning. Mörner som var i Paris som regeringskurir var övertygad om att Sverige behövde en fransk marskalk på tronen. Hans uppdrag var att inhämta Napoleons samtycke till valet av Fredrik Kristian av Augustenborg. I sin rådvillhet lät nämligen den svenska regeringen sitt sändebud i Paris under hand höra sig för hos kejsar Napoleon för att inhämta hans mening om valet. På det svenska sändebudets förfrågan skall han ha svarat, att i Sverige ju finns en greve Bonde, som härstammade från landets framfarne konungar, och måhända kunde han passa för den lediga tronen. Men Mörner hörde sig för hos flera marskalkar om någon av dem hade lust att bli kung i Sverige. General Jean Baptiste Bernadotte visade stor förtjusning. Genom att inbilla den svenske generalkonsuln i Paris att en fransman skulle komma att väljas i riksdagen hemma i Örebro fick Mörner företräde hos marskalken.  När Mörner så småningom kom hem blev han onådigt mottagen efter sitt tilltag med orden: "Pojke, om här ginge rättvist till, borde du sitta där varken sol eller måne skiner", och han fick inte ens deltaga i riksdagen; Karl XIII satte honom i husarrest.
Mörners tronkandidat fick ändå snabbt en mängd anhängare. Men regeringen hakade upp sig på en hel del fakta, såsom Bernadottes "främmande gudalära" och utländska tungomål, och höll fast vid Fredrik Kristian.
Medan Mörner satt i arresten fick Bernadotte godkännande av Napoleon. Lagom till att man i Sverige nästan valt Fredrik Kristian av Augustenborg till tronföljare kom en fransk vicekonsul vid namn Fournier till Sverige och inledde en PR-kampanj, där han inte underlät att nämna Bernadotte var en fyrfaldig miljonär, vilket slutade med att ständerna den 21 augusti 1810 valde Bernadotte till kronprins under stort jubel på villkor att han skulle anta den protestantiska läran.

## Efter Bernadottes adoption
Strax efter tronföljarvalet gifte sig Mörner för första gången med Sofia Emerentia af Wetterstedt. År 1811 blev Mörner kapten i armén, och samma år adjutant till den nyadopterade kronprinsen. Därefter avancerade Mörner i armén tills han 1818 befordrades till överste. Han begärde avsked redan året därefter.
Den kraftige och temperamentsfulle Mörner råkade snart i opposition mot Karl Johan, vars ryssvänliga politik han avskydde och offentligt betecknade som riksfördärvlig samt orsakad av personlig avundsjuka mot Napoleon. Efter att Mörner på grund av ekonomiskt obestånd lämnat armén år 1819 fick han trots allt hjälp av Karl Johan, den ena gången efter den andra.
Han var vice landshövding i Jämtland från 1824, tills han 1829 utsågs till tullinspektor vid Blockhusudden, vilket han var tills han 1841 drog sig tillbaka. 
Han ligger begraven på Linköpings gamla kyrkogård.

## Äktenskap
Mörner var gift tre gånger. En av sina hustrur kallar han på en nu försvunnen gravvård "Jordens Prydnad" respektive "Himlens Prydnad". 
Han gifte sig första gången 1810 med Sofia Emerentia af Wetterstedt, dotter till friherre Eric af Wetterstedt och Anna Christina Bladh. Hon avled 1831, och hade då fött åtta barn (samtliga av Mörners barn är hennes). Samma år gifte han om sig med Katarina Charlotta Styrlander från Linköping. Ett halvår efter att han blivit änkling för andra gången, 1848, gifte han sig med Anna Gustafva Sofia Sundius, dotter till kungliga sekreteraren A.F . Sundius och Sophia Schylander.